# Тисменицька районна рада
Тисменицька райо́нна ра́да — районна рада Івано-Франківської області.